# Licensed to Ill
Licensed to Ill är Beastie Boys första studioalbum, utgivet den 15 november 1986. Det var det första rapalbumet att nå förstaplatsen på Billboard 200. Den största hiten blev "(You Gotta) Fight for Your Right (To Party!)".
Slayer-gitarristen Kerry King gästar albumet på låtarna "No Sleep till Brooklyn" och "Fight for Your Right".

## Låtlista
1. "Rhymin & Stealin" - 4:08
2. "The New Style" - 4:36
3. "She's Crafty" - 3:35
4. "Posse in Effect" - 2:27
5. "Slow Ride" - 2:56
6. "Girls" - 3:14
7. "Fight for Your Right" - 3:28
8. "No Sleep Till Brooklyn" - 4:07
9. "Paul Revere" - 3:41
10. "Hold It Now, Hit It" - 3:26
11. "Brass Monkey" - 2:37
12. "Slow and Low" - 3:38
13. "Time to Get Ill" - 3:37